# Malatería de Almurfe
Antiguo hospital de leprosos cuyos restos son aún identificables en el lugar de Auguasmestas, hoy en la parroquia de Almurfe, en el concejo de Belmonte de Miranda (Asturias, España). La institución hospitalaria se mantuvo abierta en el lugar desde, al menos, inicios del siglo XV. Fue definitivamente clausurada en la década de 1720. El primero en dar a conocer la existencia de esta malatería fue José Ramón Tolivar Faes en un estudio excepcional sobre los hospitales de leprosos en Asturias durante las Edades Media y Moderna.

## Edad Media
La institución, no obstante, tenía un origen anterior, pues a Ambasmestas se desplazaron los leprosos desde su asentamiento previo de La Abedul (parroquia de Santo Andrés de Agüera). Su instalación en el nuevo emplazamiento fue consecuencia de un convenio establecido a mediados del siglo XIV con la comunidad monástica de Nuestra Señora de Belmonte. En el año de 1368 aún continuaba funcionando el hospital de La Abedul.
Durante la Edad Media la malatería de Almurfe (pues en la documentación del siglo XVI consta que entonces se enclavaba en este término parroquial) fue un lugar de referencia para las comunidades aldeanas de su entorno que la favorecieron con donaciones de bienes muebles e inmuebles. Su emplazamiento en las proximidades del puente de Ambasmestas le ofrecía una situación inmediata a un camino relativamente transitado. Consecuencia directa fue la recepción de limosnas por parte de caminantes y transeúntes.
En la Baja Edad Media, fruto de la inestabilidad de los tiempos y del avance de los poderosos, la malatería cayó bajo el régimen de la encomienda, siendo el último beneficiario de sus rentas el monasterio de Belmonte.

## Edad Moderna
En el siglo XVI un grave incendio estuvo a punto de suponer el final de la institución.
Hacia 1720, consecuencia directa de la desaparición de la lepra en el norte de la península ibérica, tuvo lugar el cierre definitivo de la institución.